# Vulaines-lès-Provins
Vulaines-lès-Provins è un comune francese di 65 abitanti situato nel dipartimento di Senna e Marna nella regione dell'Île-de-France.

## Società

### Evoluzione demografica
Abitanti censiti